# 1945 في الكويت
تحتوي هذه المقالة على أهم الأحداث التي شهدتها الكويت في 1945، إضافة إلى أهم الشخصيات الكويت التي وُلدت أو تُوفيت في هذه السنة.

## مواليد
- بطي البذالي
- خالد الصديق
- دولت شوقي
- سليمان داود الحزامي – كاتب وناقد كويتي.[1] توفي في 1 فبراير 2016 عن عمر يناهز 71 سنة بعد صراع مع المرض.[2]
- صالح الحريبي – [3] فنان كويتي يعتبر من الرواد وهو من حجر الأساس في تاريخ الفن الكويتي. توفي في 18 مارس 2016
- طيبة الإبراهيم
- عبد الله النفيسي
- فهد الأحمد الجابر الصباح
- فوزي الخرافي
- كاظم القلاف
- كنعان حمد
- ليلى العثمان
- مبارك جابر الأحمد الصباح
- محمد المسعود
- محمد جابر
- مشاري العنجري
- يعقوب السبيعي